# 電気化学センサ
電気化学センサとは酸化還元電位を利用して状態を電気信号に変換するセンサ。

## 概要
溶液中のイオンや溶存物質の定量・定性分析を簡便に行える手法として溶液などの電解質に含まれるイオンが参照電極との間で電圧を生じるのでそれを利用して検出する。 一例として一酸化炭素などの還元性の検知対象ガスが存在すると検知極では触媒上で空気中の水蒸気と以下の反応式で示される反応が発生する。
CO + H2O → CO2＋ 2H+ + 2e- …（1）
検知極と対極を電気的に接続（短絡）すると検知極で発生したプロトン(H+)はイオン伝導体を介して、同時に発生した電子（e-）は外部の電線（リード）を介して、それぞれ対極に到達して対極上で空気中の酸素との間で以下の反応式で示される反応が発生する。
O2 + 2H+ + 2e- → H2O …（2）
つまりこのセンサはガスを活物質とする電池と見なすことができる。
CO + （1/2）O2 → CO2 …（3）
ガスセンサとして使う場合は、検知極と対極を電気的に接続してその短絡電流を測定する。 

## 用途
自動車等の内燃機関の空燃比の制御に使用されるジルコニア酸素センサーや一酸化炭素濃度計、アルコールセンサ、pH計等、多岐にわたる。

## 課題
電解質にアルカリ水溶液を使用している場合、空気中の二酸化炭素と反応して徐々に劣化する。固体電解質や高分子固体電解質を使用している場合にはこのような問題は起こらない。酸化性や還元性のない電極表面でイオン化できない電気的に中性の物質は検出できない。検出できるのはあくまでも電極間に生じた電位差なので物質の分子構造や分子の識別は電気化学センサ単体ではできない。